# Комплекс на Аджасе
Комплекс на Аджасе (на японски: 阿闍世コンプレックス), (на английски: Ajase complex) е термин от психоанализата формулиран от японския психиатър и психоаналитик Хейсаку Косава.

## История
През 1932 г. Косава представя на Зигмунд Фройд свое есе, озаглавено „Два вида чувство за вина“ с подзаглавие „Комплекс на Аджасе“. Идеята за този комплекс е създадена от Косава и доразвита от Кейго Оконоги.
Между Комплекса на Аджасе и Едиповия комплекс на Фройд могат да се намерят паралели. Основата на първия се намира в будистки ръкопис, а основата на втория в гръцка трагедия. Историята за Аджасе е популярна история в будизма и се опира на будистката идея за прераждането. Все пак Косава се опира на версията на Канмурьоджикьо, което се върти около идеята за спасението на майката.

## Историята на Аджасе
Историята на Аджасе е следната:
| „     | Аджасе бил син на индийски цар. Майка му, страхувайки се, че скоро може да загуби младостта и красотата си, искала да има дете, за да запази статута си. Пророк ѝ казал, че отшелник, който живее в гората, ще се прероди в царския син. Царицата искала детето колкото се може по-скоро и убила отшелника, така че впоследствие той влязъл в утробата ѝ. Детето, което родила, било наречено Аджасе. Точно преди да бъде убит отшелникът казал на царицата, че ще се прероди като неин син и проклел баща си (царя). Царицата, уплашена от това, което направила, се опитала да пометне и да убие бебето, но не успяла и Аджасе оцелял. Когато Аджасе пораснал и научил тайната около раждането си, се разгневил на царицата и се опитал да я убие, но бил убеден от един от министрите да не го прави. В този момент Аджасе бил нападнат от тежко чувство на вина и започнал да страда от ужасяваща кожна болест, характеризираща се с толкова противна миризма, че никой не смеел да се доближи до него. Само майка му стояла до него и любящо се грижела за него. Въпреки отдадената майчина грижа Аджасе не се оправял лесно. Търсейки облекчение, царицата се срещнала с Буда и му казала за страданията си. Ученията на Буда излекували вътрешния ѝ конфликт и тя се завърнала, за да продължи да се грижи за Аджасе. След това принцът бил излекуван и се превърнал в много уважаван владетел. | “ |
| [ 1 ] | |   |

В тази история се забелязват няколко вътрешни конфликта, които водят след себе си до лоши последствия:
Вътрешният конфликт на царицата се състои в желанието да има деца и в същото време желанието да убие детето.
„Пренаталната злоба“ (злоба идваща още от преди раждането) и желанието у детето да убие майка си.
Според историята Аджасе е прероденият отшелник, който мрази майка си затова, че е опитала да го убие преди раждането му. А „пренаталната злоба“ означава омраза към причината за раждането (т.е. майката) и когато Аджасе разбира причината за раждането си решава да убие майка си. Така се достига до идеята за двата вида чувство за вина. Първото е, когато Аджасе се опитва да убие майка си и след това започва да страда от кожна болест. Според Косава това се нарича „наказващо чувство за вина“, което може да изчезне само след прошка от майката и гледането на болния до оздравяването му. Според Косава вината, която Аджасе изпитва се нарича „опрощаващо чувство за вина“.